# Gare de Lavaveix-les-Mines
Gare de Lavaveix-les-Mines vasútállomás Franciaországban, Lavaveix-les-Mines településen.

## Vasútvonalak
Az állomást az alábbi vasútvonalak érintik:
- Busseau-sur-Creuse–Ussel-vasútvonal

## Kapcsolódó állomások
A vasútállomáshoz az alábbi állomások vannak a legközelebb:
- Gare de Busseau-sur-Creuse
- Gare d’Aubusson